# Comme un oiseau blessé
Comme un oiseau blessé est une nouvelle sarcastique de science-fiction de Gilbert Michel.
La nouvelle évoque le suicide considéré comme l'un des beaux-arts. Mais quand tout le monde pratique le suicide, que faire pour se démarquer du voisin ?

## Publications
La nouvelle a été publiée pour la première fois dans le magazine Fiction, n°193, en janvier 1970.
Elle a notamment été publiée en 1988 dans l’anthologie Les Mondes francs.

## Résumé
Sur la planète Terre, en ce XXXe siècle, tout va bien : les humains sont répartis en classes sociales, tout le monde mange à sa faim, les conflits sociaux ont disparu, comme ont disparu le racisme, la guerre, les meurtres, les crimes sexuels, le désespoir, la haine, la violence, etc.
Une classe sociale respectée, les Esthètes, qui vit de la création artistique, a créé une nouvelle activité fort respectée et valorisée, le « suicide artistique ». Cette activité consiste à choisir le moment et le lieu de sa mort, et à se suicider de la manière la plus artistiquement parfaite possible.
La nouvelle débute par l'exposé de suicides qui viennent d'avoir lieu et des commentaires que font les Esthètes sur les suicides de leurs amis et confrères. Mais de fil en aiguille, les suicides se font de plus en plus grandioses, et les moyens utilisés de plus en plus violents et inouïs.
La classe dirigeante de la planète, dite « Les Hauts de la Cité », se pose la question de la manière de maîtriser ce phénomène : comment faire pour faire baisser le nombre de suicides ? comment adoucir les modes de suicides ?
Personne ne trouvant de solution, on fait appel à un vieux philosophe appelé Le Machiavel, qui suggère d'inciter les classes sociales les plus basses à se suicider elles-aussi, de sorte que les Esthètes, choqués puis dégoûtés de voir que leurs suicides sont imités par des personnes de basse extraction, se détourneront de ce « mode artistique d'expression » pour en trouver un autre. On parviendra sans peine à réguler le taux de suicide des basses classes, compte tenu des moyens techniques et médiatiques à la disposition des autorités. L'élite dirigeante accepte ce plan d'action.
Les autorités, incitant les classes sociales populaires à se suicider, constatent immédiatement que c'est un grand succès, d'autant plus que le taux de suicide reste très raisonnable et que, comme l'avait prédit Le Machiavel, les Esthètes se détournent de ce mode artistique d'expression. Mais à la surprise générale les Esthètes en trouvent un autre qui avait disparu depuis des siècles : le meurtre…